# Etha burmensis
Etha burmensis är en stekelart som beskrevs av Jonathan 2000. Etha burmensis ingår i släktet Etha och familjen brokparasitsteklar. Inga underarter finns listade i Catalogue of Life.